# Joseph von Schreibers
Joseph Ludwig Schreibers, ab 1808 Ritter von Schreibers (* 9. September 1793 in Wien; † 15. Februar 1874 in Oberdöbling), war ein österreichischer Jurist und Landwirtschaftler.

## Leben
Schreibers war Sohn des Feld-Kriegsarchivars Franz Xaver Schreibers. Er absolvierte das Akademische Gymnasium in Wien, bevor er von 1807 bis 1810 die philosophischen Jahrgänge und von 1810 bis 1814 das juristische Studium an der Universität Wien absolvierte. 1808 wurde er mit seinem Bruder Karl Franz Anton von Schreibers und seinem Onkel Joseph Ludwig von Schreibers in den Ritterstand erhoben. Er wurde Landesadvokat in Schrattenthal. 1848 stieg er zum provisorischen Sektionsrat im neugeschaffenen Ministerium für Landeskultur und Bergwesen auf und wirkte als solcher bis 1850. Als solcher machte er sich um das landwirtschaftliche Ausbildungswesen verdient, so war er an der Gründung der landwirtschaftlichen Lehranstalt in Magyaróvár sowie an der ersten Ackerbauschule in Niederösterreich 1849 in Kritzendorf beteiligt.
Schreibers war früh an der Landwirtschaft interessiert. Er war ab 1817 wirkliches Mitglied der Landwirtschaftsgesellschaft in Wien. In dieser wirkte er von 1830 bis 1832 sowie von 1838 bis 1852 im Zentralausschuss, außerdem trat er als preisgekrönter Fachschriftsteller in Erscheinung. Er war zudem Delegierter zu den Versammlungen der deutschen Land- und Forstwirte in Graz, München, Breslau und Kiel und Direktionsmitglied der Privilegierten Wechselseitigen Brandschadenversicherung. 1848 war er Abgeordneter des Landtags von Niederösterreich.
Schreibers war in Oberhollabrunn und Kritzendorf als Landwirtschaftspraktiker tätig.

## Werke (Auswahl)
- (Übersetzung) John Sinclar: Grundgesetze des Ackerbaues: nebst Bemerkungen über Gartenbau, Obstbaumzucht, Forst-Cultur und Holzpflanzung, Heubner, Wien 1819.
- Die Milchwirthschaft im Innern grosser Städte und deren nächster Umgebung, oder Anleitung, das Rind mit steter Rücksicht auf einen nahen grossen Consumtionsplatz zu wählen, zu nähren, zu pflegen u. s. w., dann dessen Producte zu behandeln und zu verwerthen. Mit einem belehrenden Anhange, die bei diesem Geschäfte vorkommenden Verträge mit Rechtssicherheit zu schliessen, Calve, Prag 1847.
- Vorstellung der Gründung und Entwickelung der k. k. Landwirthschafts-Gesellschaft in Wien, als Festalbum bei Gelegenheit der fünfzigjährigen Jubiläumsfeier der Gesellschaft, Hof- und Staatsdruckerei, Wien 1847.